# Кировский завод
Ки́ровский завод (ранее Путиловский завод, Красный Путиловец) — одно из старейших и крупнейших машиностроительных и металлургических предприятий Российской империи, СССР и современной России.
Основные производственные мощности компактно расположены в Петербурге, где занимают обширную (220 гектаров) территорию между проспектом Стачек и рекой Екатерингофкой с выходом в Финский залив. Наличие собственных глубоководных причалов вдоль протяжённой (около 2 километров) береговой линии исторически предопределило третью крупную отраслевую специализацию завода — судостроение. И хотя ещё в 1910 году «Путиловская верфь» была выделена в самостоятельное юридическое лицо (ныне «Северная верфь»), завод сохранил свои позиции в судостроении как поставщик качественного металла, нестандартных конструкций и сложного оборудования.
В 1870—1880-х годах Путиловское товарищество соединило свои завод и верфи с торговым портом и железными дорогами, построив «Путиловскую ветвь» — крупнейшие по протяжённости подъездные пути в составе железнодорожного узла Петербурга (главная станция Пущино).

## История

### До 1917 года

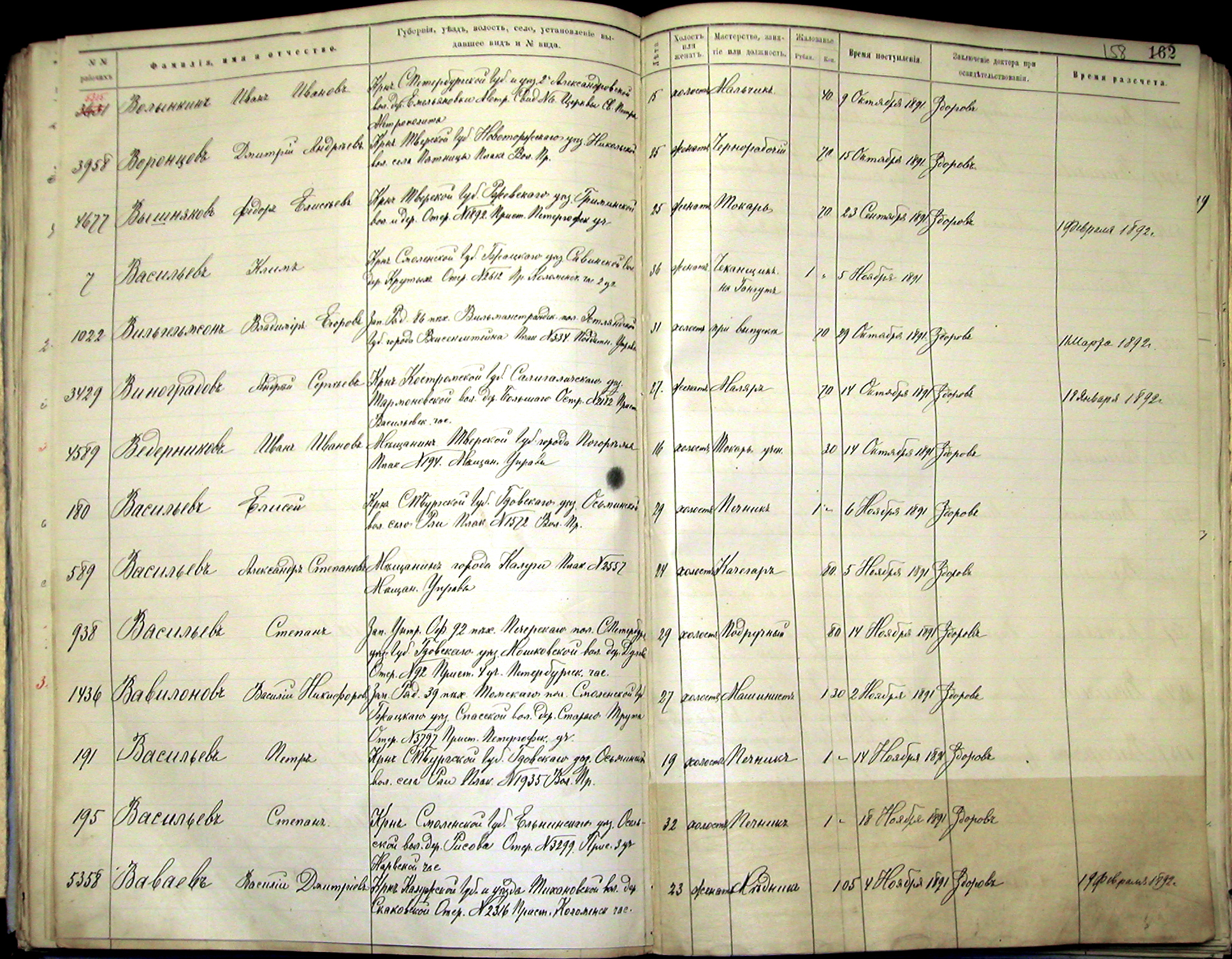
Книга приёма рабочих Путиловского завода, 1891 год.

Основой казённого предприятия явился Кронштадтский чугунолитейный завод, построенный в 1789 году и переведённый в Санкт-Петербург в 1801 году. Этому событию предшествовал указ императора Павла I от 28 февраля 1801 г. Днём рождения завода считается 3 апреля (21 марта по старому стилю) 1801 года, когда на нём было отлито первое пушечное ядро. Завод стал называться Санкт-Петербургским чугунолитейным, входил до января 1827 года в систему Олонецких горных заводов, среди первых его руководителей — выходцы из Шотландии: Карл Гаскойн (1801—1806), Адам Армстронг (1807—1818) и Матвей Кларк. В 1806—1807 годах заводом руководил А. М. Полторацкий, по его инициативе завод начал выпускать солдатские ружья. В этот период завод выпускал различные изделия по казённым военным заказам, металлические элементы многих архитектурных ансамблей.
В результате наводнения 1824 года завод понёс большой ущерб, погибло 152 человека. Завод был переоборудован, на нём было дополнительно организовано котельное производство. После простоя 24 апреля 1842 г. завод был безвозмездно передан «Обществу русских горных заводов» для изготовления рельсов, их выпуск был начат в 1844 году. В 1847 году завод вернулся в казну, в 1848 году был пожалован генерал-адъютанту Н. А. Огарёву, сначала — во временное безвозмездное владение, а затем — в собственность (1855 г.). В 1863 году Н. А. Огарёв сдал его в аренду фирме петербургского купца 1-й гильдии Василия Хенлея «Рихтер Дей и К°». Эта фирма получила в 1858 году казённую ссуду на организацию производства, но не смогла её эффективно использовать и довела завод до банкротства. В марте 1864 года Н. А. Огарёв продал завод кредиторам Василия Хенлея купцу Вильгельму Риттеру и барону Константину Карловичу Фелейзену. С целью оздоровления производства и обеспечения возможности возврата казённого долга завода в сумме около 200 тысяч рублей, 30 сентября (12 октября) 1866 года был высочайше утверждён устав Санкт-Петербургского товарищества железоделательного завода «Перун», которое должно было принять на себя все активы и обязательства завода.

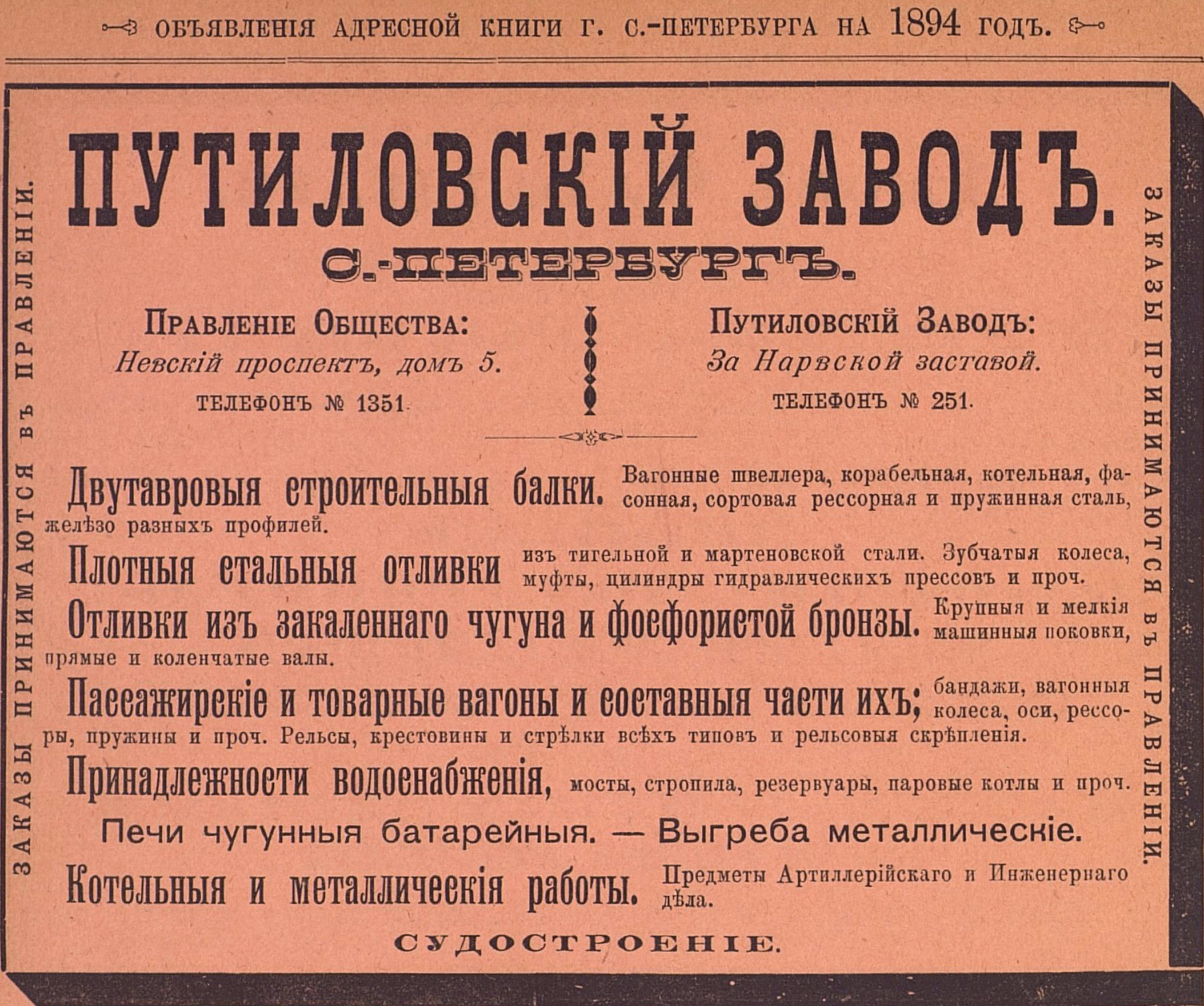
Реклама завода, 1894 год.

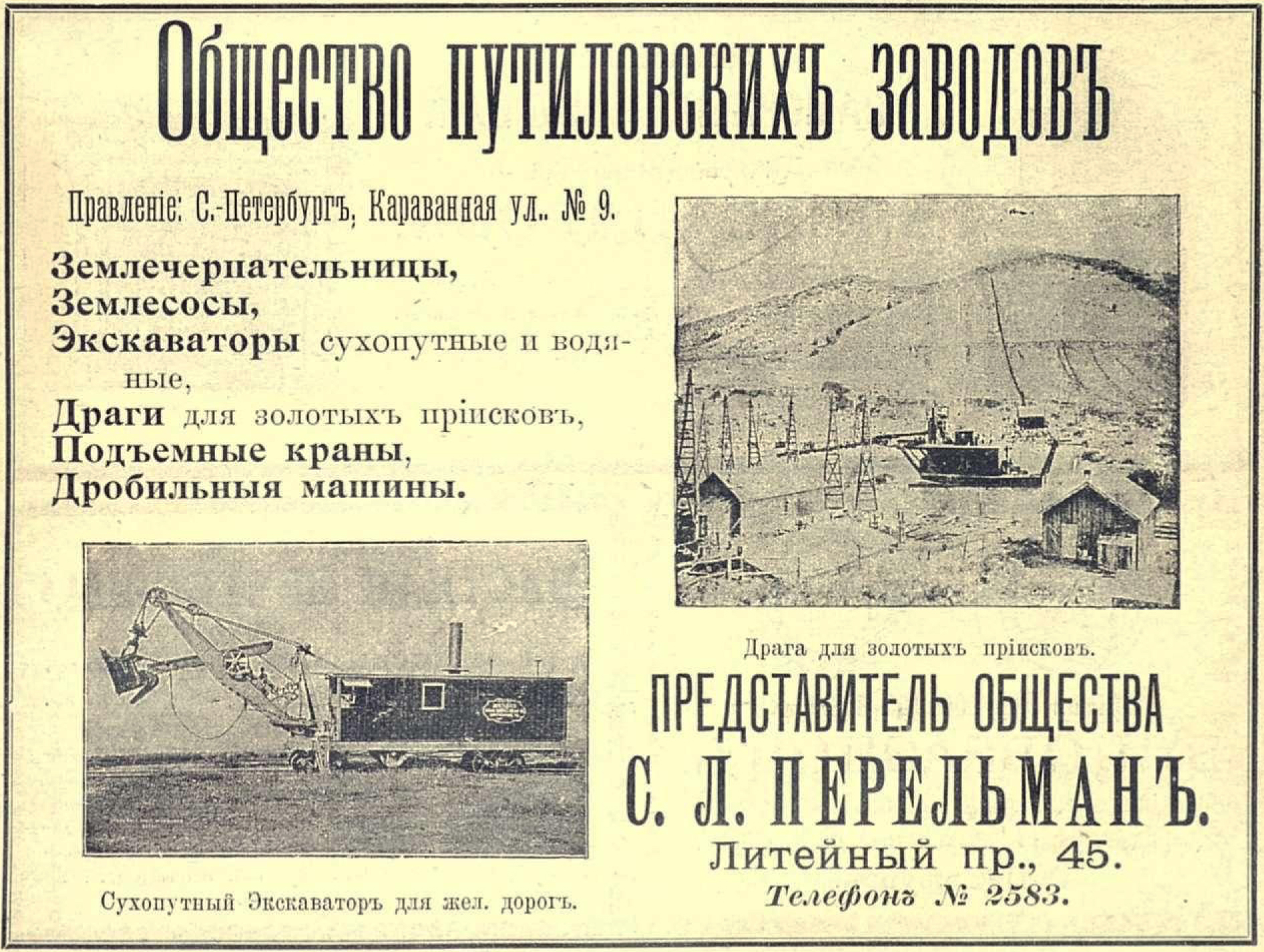
Реклама завода, 1902 год.

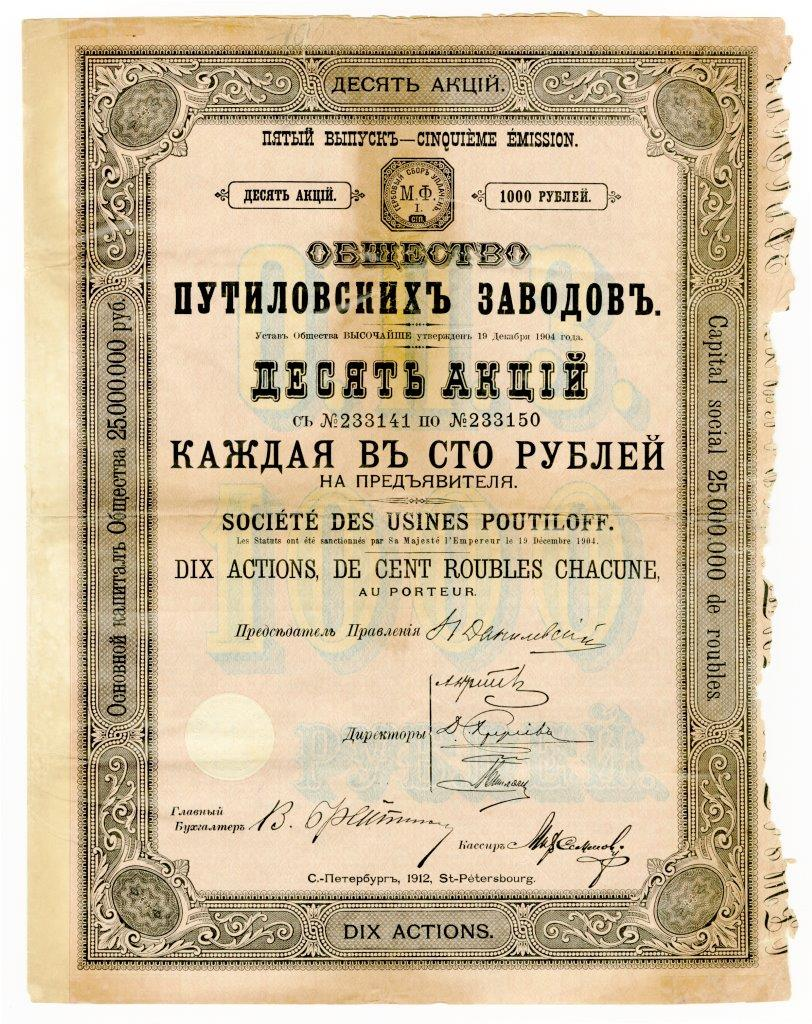
10 акций каждая в 100 рублей на предъявителя Общества Путиловских заводов с основным капиталом в 25 млн руб. С.-Петербург, 1912 г.

Путиловская история успешной деятельности завода началась в 1868 году. Пайщики товарищества «Перун» не выполнили условия утверждённого устава, и кредиторы продали завод Н. И. Путилову, что позже было зафиксировано указом Сената от 7 (19) марта 1869 года. Завод начал поставлять рельсы для казны по цене 1 рубль 88 копеек за пуд, положив начало валовому производству рельсов в России. В 1870 году начал работать бессемеровский конвертер, с 1874 года введена в эксплуатацию первая мартеновская печь в Санкт-Петербурге.
24 октября (5 ноября) 1872 года был высочайше утверждён устав Общества путиловских заводов, капитал общества был определён в 8 миллионов рублей. В состав общества входили 5 заводов, 3 — в Финляндии, и 2 — в Санкт-Петербурге (рельсовый и механический завод на Петергофском шоссе и завод «Аркадия»). В 1874 году началось изготовление товарных вагонов, в 1888 году — пассажирских. После смерти Н. И. Путилова (1880 год) на заводе началось строительство миноносцев и корабельных башенных орудий для броненосцев. С 1893 года начато производство паровозов, завод занял ведущее положение в этой отрасли. Завод производил станки, артиллерийские снаряды, инструментальную сталь, землечерпалки, землесосы, водные и сухопутные экскаваторы, драги для золотых приисков, подъёмные краны, дробильные машины и многие другие виды продукции. С выпуска лёгкой полевой пушки (1892 г.), показавшей отличные результаты, развивается пушечное производство. Пушка системы Путиловского завода образца 1902 года была признана лучшей в мире. В 1896 году на Путиловском заводе был построен вагон-храм для работы на Западно-Сибирской и Средне-Сибирской железных дорогах. В 1900 году Путиловский завод занял первое место по объёму производства среди российских металлургических и машиностроительных заводов, а в Западной Европе уступал лишь заводам Круппа в Германии и Армстронга в Англии.
В январе 1905 года на Путиловском заводе началась забастовка, вызванная незаконным увольнением четырёх рабочих. Руководство забастовкой осуществляло «Собрание русских фабрично-заводских рабочих г. Санкт-Петербурга» во главе со священником Георгием Гапоном. После того как руководство завода в лице директора С. И. Смирнова отказало бастующим в удовлетворении их требований, забастовка была перенесена на другие предприятия города. Исходом событий стало массовое шествие рабочих 9 (22) января 1905 года к Зимнему дворцу с целью вручить царю Петицию о рабочих нуждах. Шествие было встречено на подступах к Зимнему дворцу и атаковано воинскими подразделениями. Эти события вошли в историю под названием «Кровавого воскресенья» и послужили началом революции 1905—1907 годов.

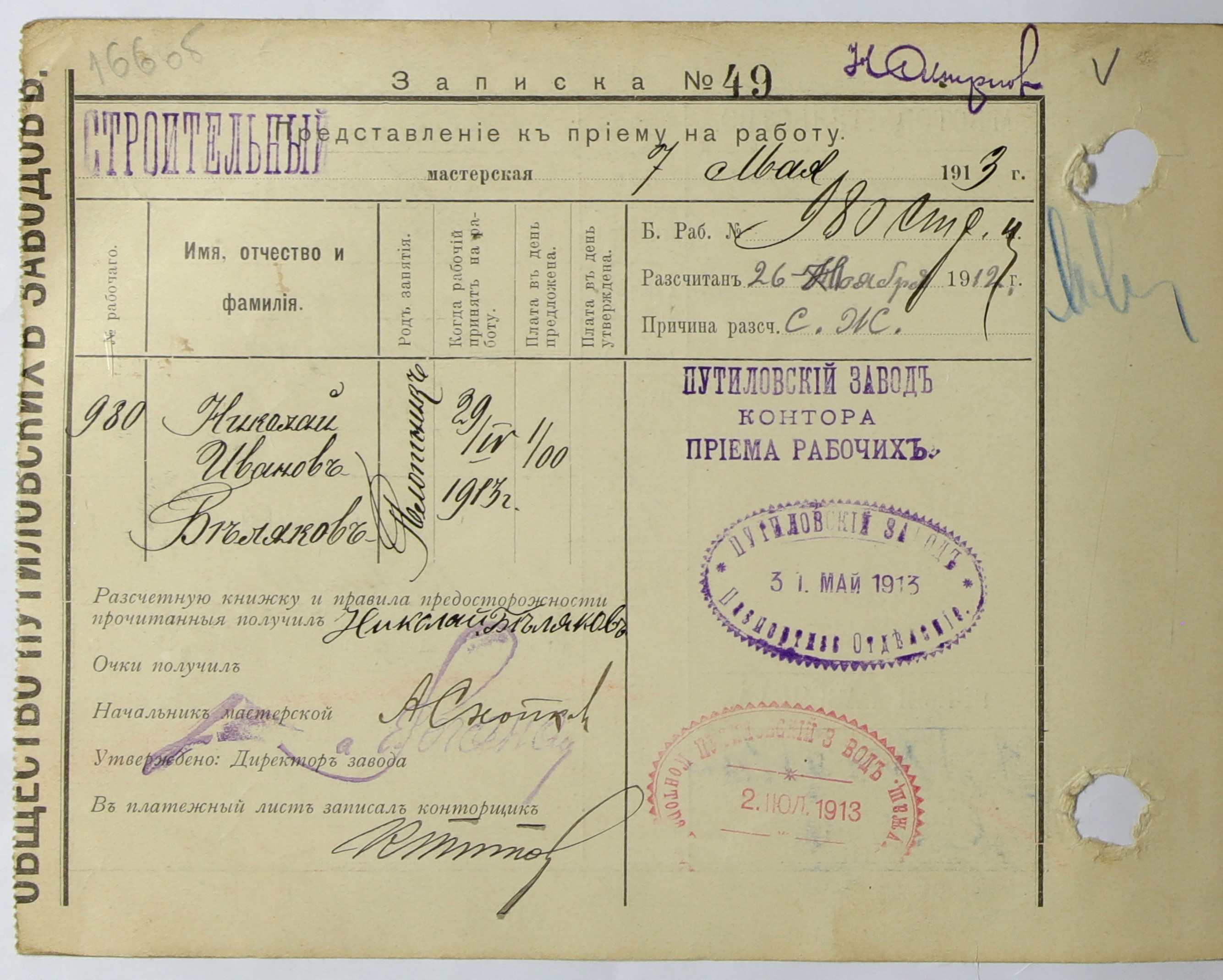
Путиловский паровозостроительный, машиностроительный, механический и литейный завод Акционерного Общества Путиловских заводов. Личная карточка Николая Ивановича Белякова из Костромской губернии. Представление к приёму на работу. Записка № 49. 7 мая 1913 г.
Оборотная сторона с печатями. ЦГИА СПб. Фонд 1418. Опись 13. Дело 27.

С 1905 года завод освоил выпуск минных крейсеров («Доброволец», «Московитянин»). В 1911 году был спущен на воду эскадренный миноносец «Новик», самый быстроходный корабль в мире в то время. В 1913 году была основана отдельная производственная площадка — «Путиловская верфь», ныне — ОАО «Северная верфь». В 1913 году основной капитал Общества путиловских заводов составлял 25,4 млн рублей, баланс — 88 млн рублей, дивиденд — 6 %. Во время Первой мировой войны на заводе непрерывно наращивалось производство пушек, производилась доработка закупленных в Англии броневиков «Остин»; в 1916 году на базе этих бронеавтомобилей была разработана собственная модификация — «Остин-Путиловец» (собирался на заводе уже после Октябрьской революции, в 1918—1920 годах). В 1917—1920 годах производились пушечные бронеавтомобили «Рено».
Во время Первой мировой войны в 1915 году Путиловский завод начал задерживать заказы военного ведомства, и ряд чиновников и политиков во главе с военным министром Поливановым начали предпринимать попытки по секвестированию предприятия. Первая попытка не увенчалась успехом. Однако забастовки и выступления рабочих привлекли дополнительное внимание к предприятию. Государственная Дума и Государственный Совет настояли на введении в состав правления общества инспекторов. Владельцы предусмотрительно вывели средства с банковских счетов Общества Путиловских заводов. Из государственного бюджета было выделено 10 миллионов рублей, из которых 2,5 миллиона было потрачено на заработную плату, 4 миллиона — на оплату долгов контрагентов. По итогам секвестирования Русско-Азиатский банк потерял контроль над Обществом Путиловских заводов.

### 1917—1941 годы

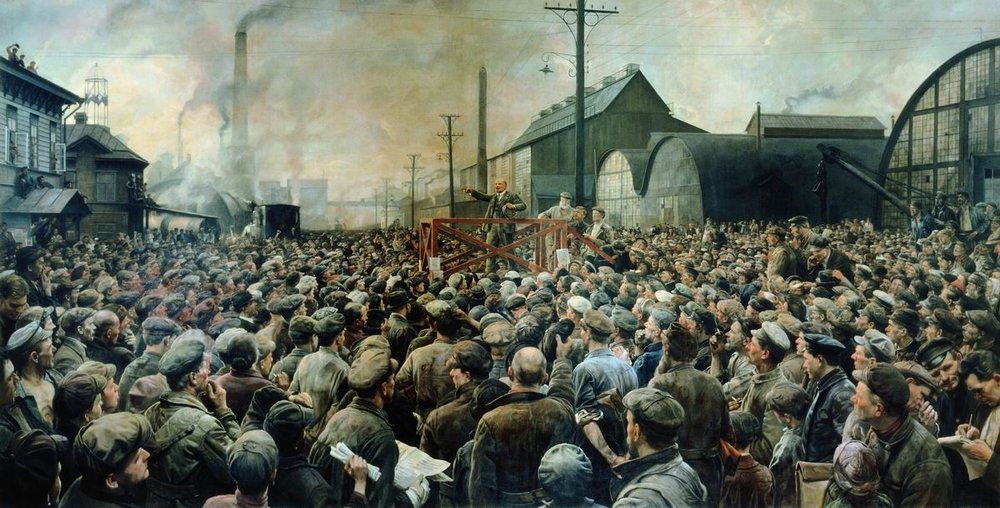
Выступление В. И. Ленина на митинге рабочих Путиловского завода в мае 1917 года. И. И. Бродский, 1929

В феврале 1917 года на Путиловском заводе — крупнейшем артиллерийском заводе страны и Петрограда — работало 29 тыс. рабочих. Массовая забастовка рабочих Путиловского завода 18 февраля (3 марта), переросшая 23 февраля (8 марта) 1917 года в демонстрации и митинги рабочих под лозунгами «Долой войну!», «Долой самодержавие!», «Хлеба!», привели к столкновениям с полицией и послужили началом Февральской революции в Петрограде.
Путиловский завод был национализирован 27 декабря 1917 (9 января 1918) года постановлением Временного рабочего и крестьянского правительства «в виду задолженности акционерного общества Путиловских заводов казне Российской республики». За председателя правительства постановление подписал И. В. Сталин. Директором выбран завком завода токарь А. Е. Васильев.
Во время гражданской войны на заводе были сформированы и направлены на фронт 25 воинских единиц — полков, дивизионов, эскадронов и других отрядов. В боях приняли участие более 10 тысяч путиловцев.
Гражданская война и катастрофическое экономическое положение страны сильно ударило по заводу: в 1920 году на нём работали лишь отдельные цеха на накопленном до революции сырье и заготовках или занятые ремонтом артиллерийских орудий, впрочем, и план ремонта завод смог выполнить только на 50 %.
В 1922 году завод получил новое имя — «Красный путиловец».
В 1924 году на заводе проведены испытания первого советского трактора «Фордзон-Путиловец» и начато его серийное производство, с 1934 года освоено производство нового трактора «Универсал». До 1941 года на заводе было выпущено около 200 тысяч тракторов «Фордзон-Путиловец» и «Универсал».
17 декабря 1934 года завод «Красный путиловец» был переименован в Кировский завод.
В 1938 году после ареста прежнего руководства завода был назначен новый директор — Зальцман Исаак Моисеевич, который прошёл с заводом всю войну (в том числе в эвакуации с октября 1941 в Челябинске; руководил заводом в Челябинске до июля 1949 года).
До Великой Отечественной войны завод, кроме тракторов, выпускал паровозы и вагоны, двигатели для зерноуборочных комбайнов, мотовозы, легированную и нержавеющую сталь, прокат сложных профилей, железнодорожные краны, проходческие щиты для строительства Московского метрополитена, а также боевую технику — танки Т-28 и артиллерийские орудия. С 19 февраля 1927 года начат выпуск трамваев серии МС, открывших новую эру стальных трамваев, которыми завод обеспечивал не только родной город, но и другие регионы. Известно, что завод передал Владикавказскому трамваю вагон для запуска трамвая широкой колеи.
С 1922 г. начато производство деталей и механизмов для электростанций, с 1931 г. освоено производство паровых турбин.
В 1932 г. организовано серийное танковое производство — создание танкового КБ и производство танка Т-28.
В 1933 г. на заводе была выпущена серия автомобилей Л-1. (Автомобиль в дальнейшем доводился и строился на московском «ЗИСе»).
17 декабря 1934 года, через 16 дней после убийства С. М. Кирова, предприятие было переименовано в Кировский завод.
В 1939 году на Кировском заводе создан танк КВ и освоен его выпуск.

### В годы Великой Отечественной войны (1941—1945 годы)

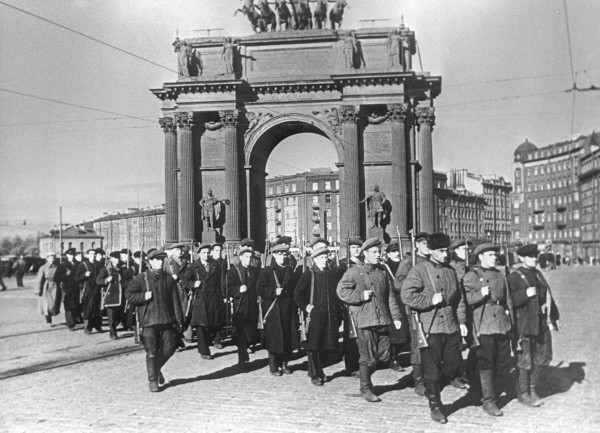
Рабочие Кировского завода идут на фронт. Б. П. Кудояров 1 ноября 1942 года.

В годы Великой Отечественной войны основные мощности и многие специалисты Кировского завода были эвакуированы в Челябинск, где вместе с Челябинским тракторным заводом и ещё шестью частично или полностью передислоцированными в Челябинск предприятиями образовали знаменитый «Танкоград» — крупнейшее в годы войны производство танков, САУ и другой бронетехники, а также боеприпасов. В связи с этим 6 октября 1941 года «Танкограду» было присвоено официальное наименование «Кировский завод Наркомата танковой промышленности в городе Челябинске».
Рабочими-добровольцами Ленинградского Кировcкого завода в основном была укомплектована 8-я танковая бригада.
Часть мощностей и специалистов Кировского завода, а также заготовки тяжёлых танков КВ остались в Ленинграде, и в течение всей блокады ленинградский Кировский завод, находившийся почти на линии фронта, продолжал собирать и ремонтировать танки и другую бронетехнику, а также выпускал боеприпасы. За годы войны на территорию завода упало 4680 снарядов, 770 фугасных и зажигательных бомб, 139 человек было убито осколками бомб и снарядов, 788 получили ранения; более 2500 работников умерли от истощения.

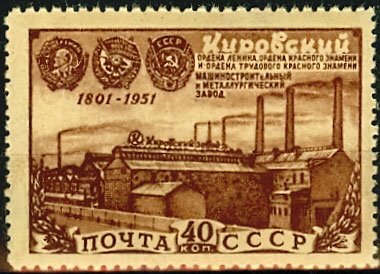
Почтовая марка 1951 год. 150 лет Кировскому заводу

### Советский период, до 1991 года
Начиная с 1948 года, передислоцированная часть завода вернулась из Челябинска, и завод продолжил работу в Ленинграде в полном объёме.
В 1947 году было освоено производство гусеничных тракторов КТ-12 (выпускался до 1951 года).
В 1951 году начато производство турбозубчатых агрегатов для надводного, позднее подводного атомного флота СССР.
В 1954 году на заводе была создана первая в мире промышленная газовая центрифуга для разделения изотопов урана, в 1957 году изготовлена турбина для первого в мире атомного ледокола «Ленин», а в 1961 году — газотурбинная установка ГТУ-20 для первого советского газотурбохода «Парижская коммуна».
В 1957 году произведена партия антарктических вездеходов «Пингвин» для освоения Южного полюса.
Впервые в стране в 1962 году организовано производство мощных энергонасыщенных с/х тракторов «Кировец», серийное производство освоено с 1964 года.

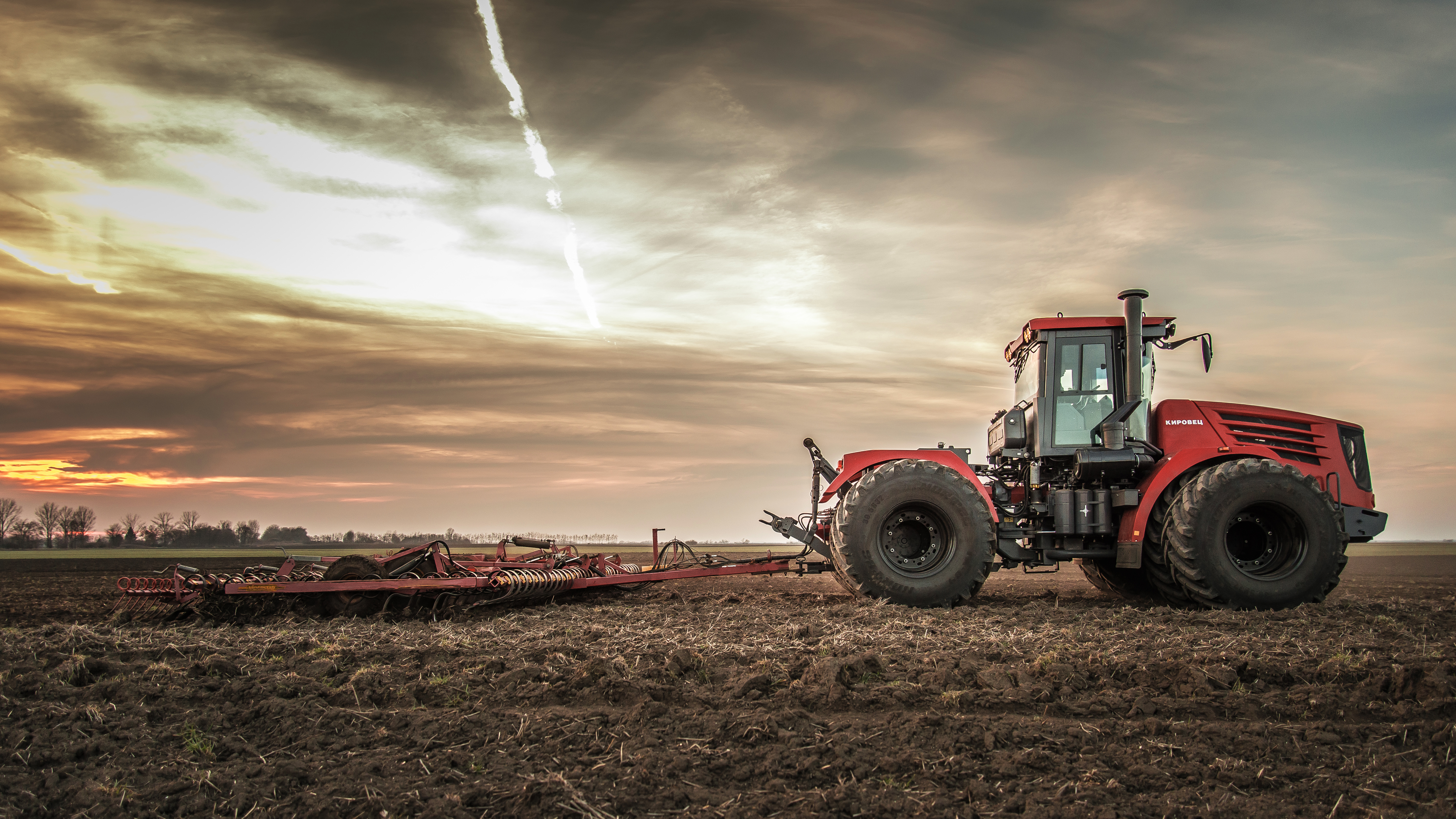
Трактор Кировец — современная модель

В послевоенные годы Кировский завод оставался базой советского танкостроения, являясь головным разработчиком и изготовителем бронетанковой и артиллерийской техники, энергонасыщенных инженерных машин двойного назначения и ряда других сложных и наукоёмких транспортных и специальных машин. Так, в 1976 году был создан танк Т-80 и ряд его модификаций. Машина принята на вооружение и стала первым в мире серийным танком с основной силовой установкой на базе газотурбинного двигателя.
В 1987 году был достигнут рекордный выпуск тракторов «Кировец», не имеющий аналогов в мировой практике — произведено 23 003 трактора.
Завод награждён двумя орденами Ленина (1939, 1951), орденом Трудового Красного Знамени (1926), орденом Красного Знамени (1940), орденом Октябрьской Революции (1970), орденом Дружбы народов (1976), орденом Отечественной войны I степени (1985).

### После распада СССР

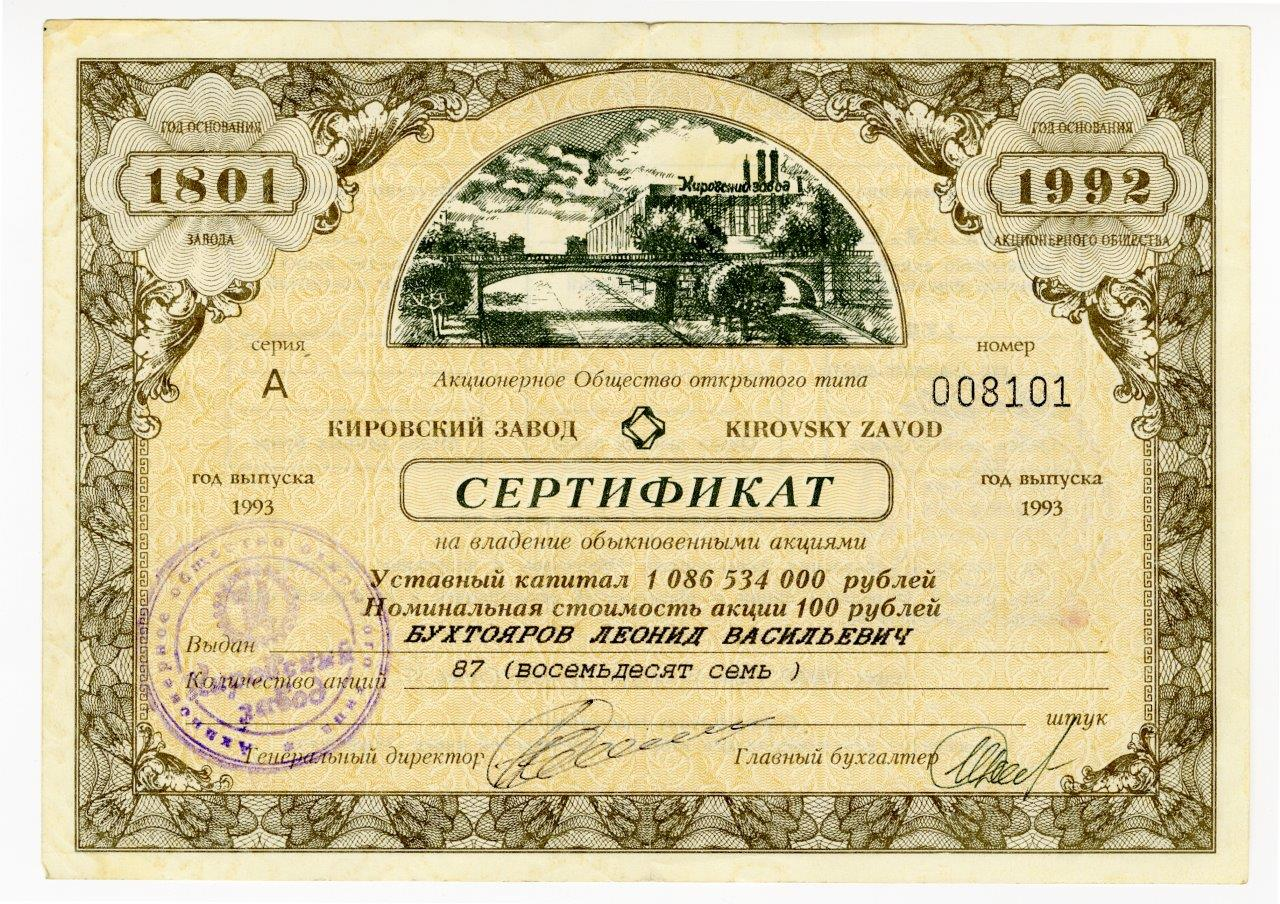
Сертификат именной на владение обыкновенными акциями (номинальная стоимость одной акции — 100 руб.) Акционерного общества открытого типа Кировский завод с уставным капиталом в 1 086 534 000 руб. 1993 г.

В 1992 году акционирован, создано ОАО «Кировский завод» (управляющая компания). Производство было переориентировано, создана линейка дорожно-строительных и специальных машин для дорожного строительства, нефтяной и газовой отраслей. Освоен выпуск бронеавтомобилей «Онега» и «Ладога», кормоуборочных комбайнов, быстроходных траншейных машин, самоходных гусеничных кранов и другой техники. В 2000 году начат выпуск модельного ряда тракторов К-744Р (1995 — «Кировец» К-744, 2009 — «Кировец» К-708, 2011 — «Кировец-Powerplus», 2012 — К-9000).

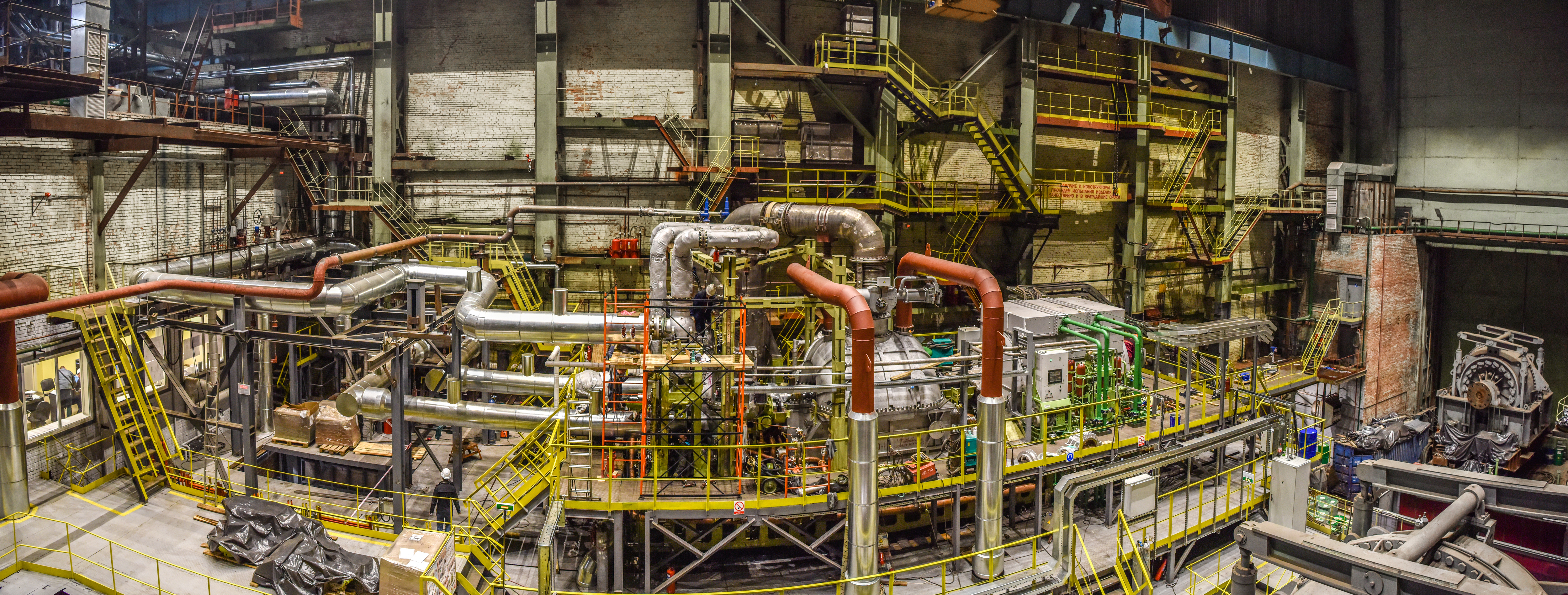
Испытательный стенд

В 2011 году совместно с Škoda Transportation a.s. на базе завода было основано предприятие «Вагонмаш». Оно специализируется на разработке и производстве продукции транспортного машиностроения. В 2020 году «Синара-Транспортные Машины» выкупил 49 % акций Вагонмаш у Кировского завода.
В 2013 году Кировский завод получает заказ на паротурбинную установку и другое оборудование для нового атомного ледокола «Арктика» проекта 22220. В связи с этим предприятие строит испытательный стенд для мощных корабельных паровых турбин и развивает центр компетенций турбостроения.
24 мая 2017 года на Кировском заводе состоялось открытие единственного в России универсального испытательного стенда для паровых турбин мощностью до 75 МВт. Он предназначен для испытаний паротурбинных установок различных конструкций и мощностей, которыми оснащаются атомные ледоколы и другие надводные и подводные морские суда. Первой на новом стенде будет протестирована паротурбинная установка для ледокола «Арктика».
В 2013 году было создано дочернее общество «Кировский завод Газовые технологии». В 2016 году компания начала собственное производство газонаполнительных колонок и оборудования для автоматизированной системы управления АГНКС.
В январе 2017 года «Кировский завод Газовые технологии» по договору с компанией «Газпром газомоторное топливо» построила и сдала в эксплуатацию первую АГНКС в Санкт-Петербурге. Станция расположена на улице Корабельной и рассчитана на заправку 500 машин в сутки.

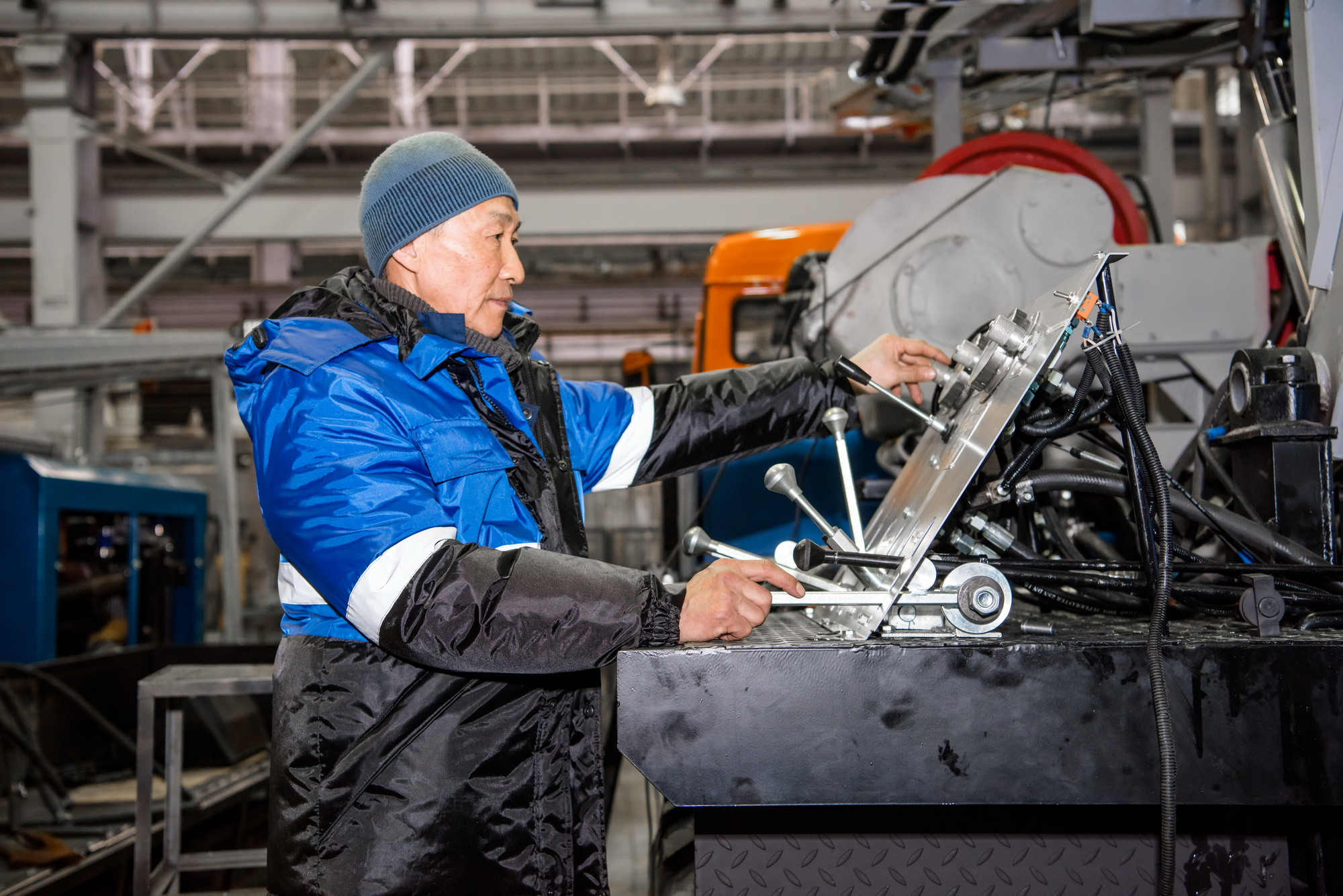
Завод буровых технологий

В августе 2016 года у Кировского завода появилось новая дочерняя компания ООО «Завод Буровых технологий». В 2019 году Завод буровых технологий и екатеринбургский Машиностроительный завод им. В. В. Воровского подписали соглашение об объединении производственных активов. Результатом слияния стало появление на отечественном рынке буровых машин нового производителя — ООО «Объединённые заводы буровой техники им. В. В. Воровского» (ОЗБТ, также вошло в ГК «Кировский завод»). ОЗБТ начали производить порядка 60 % от общего количества установок разведочного бурения (УРБ), выпускаемых в стране, и заняли второе место по выручке среди российских производителей этой техники.
В настоящее время существует Музей истории и техники Кировского завода, основанный в 1962 году. Музей состоит из 6 залов и находится в ДК Газа.
ОАО «Кировский завод» по результатам голосования на общем собрании акционеров, состоявшемся 29 июня 2018 года, сменило название на ПАО «Кировский завод».
В 2022 году на агровыставке «Всероссийский день поля» в Казани Алтайский край и АО «Петербургский тракторный завод» (ПТЗ, дочернее предприятие ПАО «Кировский завод») подписали соглашение о партнёрстве на поставку Алтайским краем комплектующих и агрегатов. Начались разработки коммунальной техники для Петербурга, о чём сообщил губернатор Александр Беглов.
26 сентября 2024 года коллектив Кировского завода награждён орденом Почёта.

### Руководители
Директора Кировского завода:
- 1917—1919 — Васильев Антон Ефимович, первый «красный» директор[48][49][50].
- 1922—1929 — Афанасьев, Степан Иванович[51]
- 1930—1936 — Отс, Карл Мартович
- 1938—1941 — Зальцман, Исаак Моисеевич
- 1941—1943 — Длугач, Моисей Абрамович
- 1945—1948 — Кизима, Александр Леонтьевич
- 1950—1954 — Смирнов, Николай Иванович
- 1954—1964 — Исаев, Иван Сергеевич.
- 1964—1972 — Любченко, Александр Александрович.
- 1972—1975 — Улыбин, Василий Иванович.
- 1975—1976 — Поясник, Олег Николаевич.
- 1976—1984 — Муранов, Борис Александрович.
- 1984—1987 — Чернов, Станислав Павлович.
- 1987—2005 — Семененко, Пётр Георгиевич.
- 2005—2022 — Семененко Георгий Петрович[52].
- с 2022 — Серебряков Сергей Александрович[53][54].

## Расположение
Кировский завод на карте Кировского района
Завод располагается в Кировском районе Санкт-Петербурга.
24 октября 2008 года 18,42 % акций ПАО «Кировский завод» были куплены компанией «UBS AG», подразделением швейцарского банка UBS.

## Деятельность

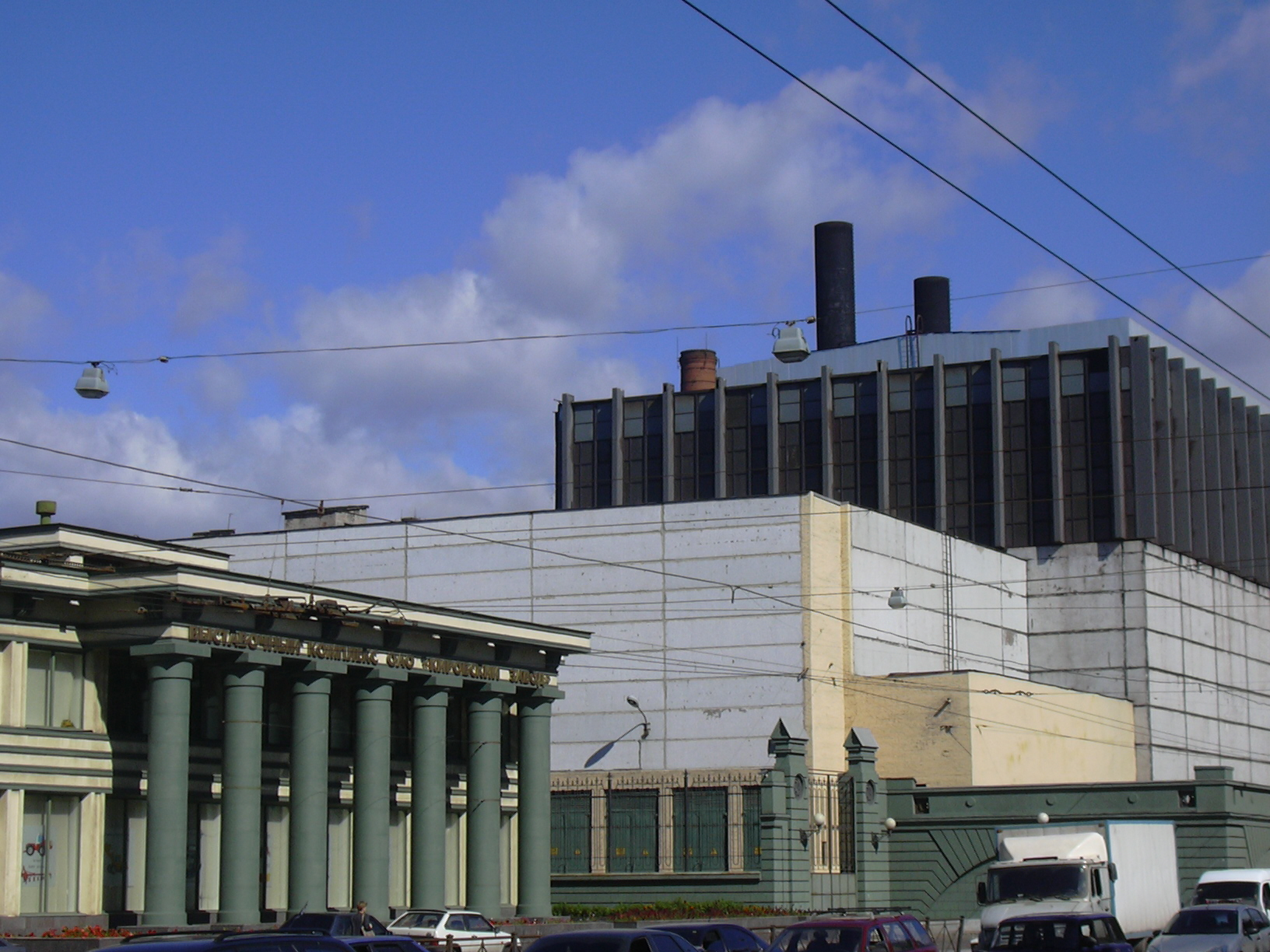
Кировский завод, вид со стороны пр. Стачек, на мартеновский цех (цех № 100) и рекламно-выставочный комплекс Кировского завода, (2007)

ПАО «Кировский завод» — это управляющая компания, в состав которой входят порядка 20 дочерних обществ. Оборот группы в 2010 году составил 11,321 млрд руб., чистый убыток 205 млн руб. (в 2009 году — чистый убыток 1,032 млн руб.). В 2011 году (прибыль 51 млн рублей) и начале 2012 года экономическое положение Кировского завода улучшилось. В 2016 году Кировский завод получил чистую прибыль в размере 440,9 млн рублей. Консолидированная выручка по МСФО ГК «Кировский завод» за 2021 год составила около 41 млрд рублей, показатель чистой прибыли — на уровне 800 млн.

Кировский завод

На 2012 год основным видом деятельности Кировского завода являлась сдача внаём собственного нежилого недвижимого имущества. По результатам 2018 года лишь 4 % консолидированной выручки компании пришлись на сдачу помещений в аренду.

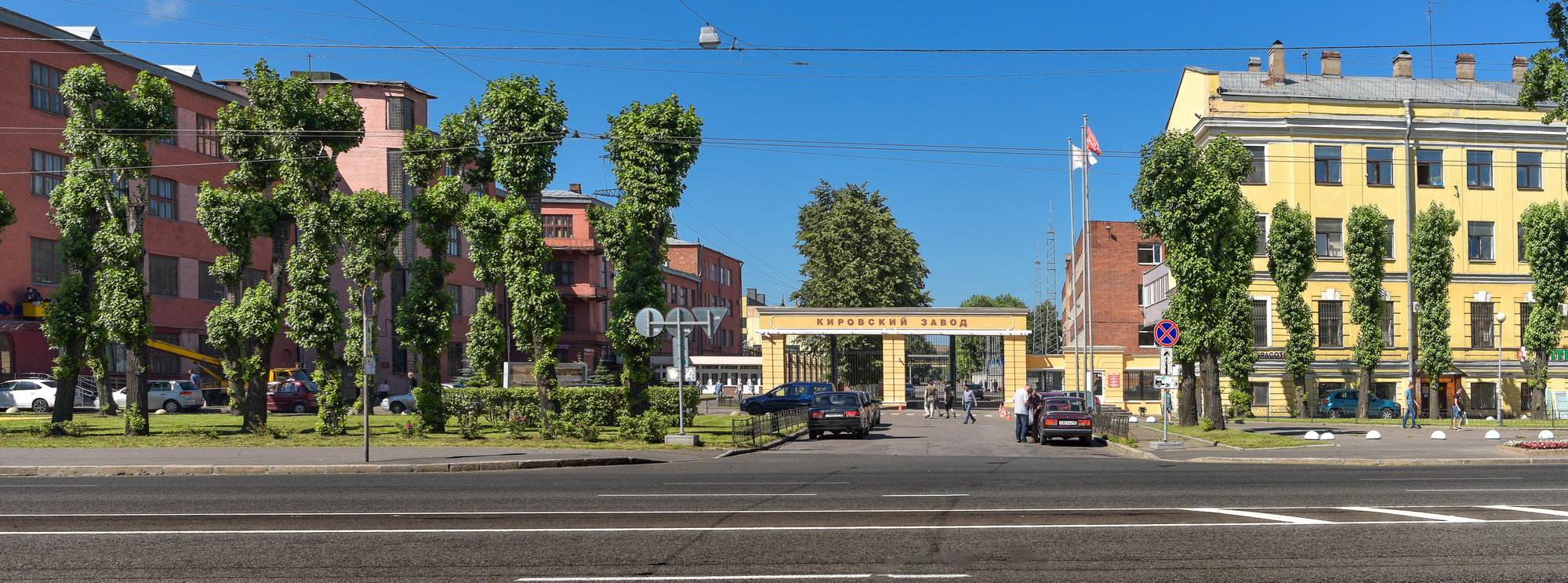
Проходная Кировского завода

На 2017 год основными видами деятельности группы компаний являются сельскохозяйственное, промышленное, военное, энергетическое, транспортное машиностроение и металлургия. Свыше 60 % выручки Группы зарабатывают дочерние предприятия машиностроительного профиля. Ведущее из них — АО «Петербургский тракторный завод» — продолжает традиции тракторного производства государственного предприятия «Кировский завод» по выпуску энергонасыщенных колёсных сельскохозяйственных тракторов «Кировец» и промышленных машин на их базе. Всего за 55 лет, начиная с 1962 года, произведено более 480 000 единиц техники этой торговой марки. В настоящее время ПТЗ серийно выпускает 8 модификаций сельскохозяйственных тракторов К-744Р мощностью от 300 до 450 л. с., а также 17 видов дорожно-строительных и специальных машин. В российском сегменте рынка колёсных тракторов мощностью от 250 л. с. доля «Кировцев» составляет сегодня 70 %. В 2016 году Петербургский тракторный завод впервые в современной истории стал лидером всего рынка тракторов России: предприятие реализовало 2348 машин (рост в 4,8 раза по сравнению с 2013 годом). По итогам 2018 года Петербургский тракторный завод занимает 64 % российского рынка тракторов мощностью свыше 250 л. с. и 50 % рынка — в Казахстане.
В 2015—2016 годах заводом вложено в техническое перевооружение, модернизацию производства и НИОКР более 2,0 млрд рублей.

В июле 2018 года запущен серийный выпуск нового трактора К-7. Новая платформа модельной линейки К-7 существенно улучшена по всем направлениям: повысили шумоизоляцию, система управления коробкой перемены передач стала проще и предохраняет от ошибочных действий; у трактора более надёжная навеска и другие мосты. Новый «Кировец» отлично вписывается в систему нового цифрового агропромышленного комплекса.

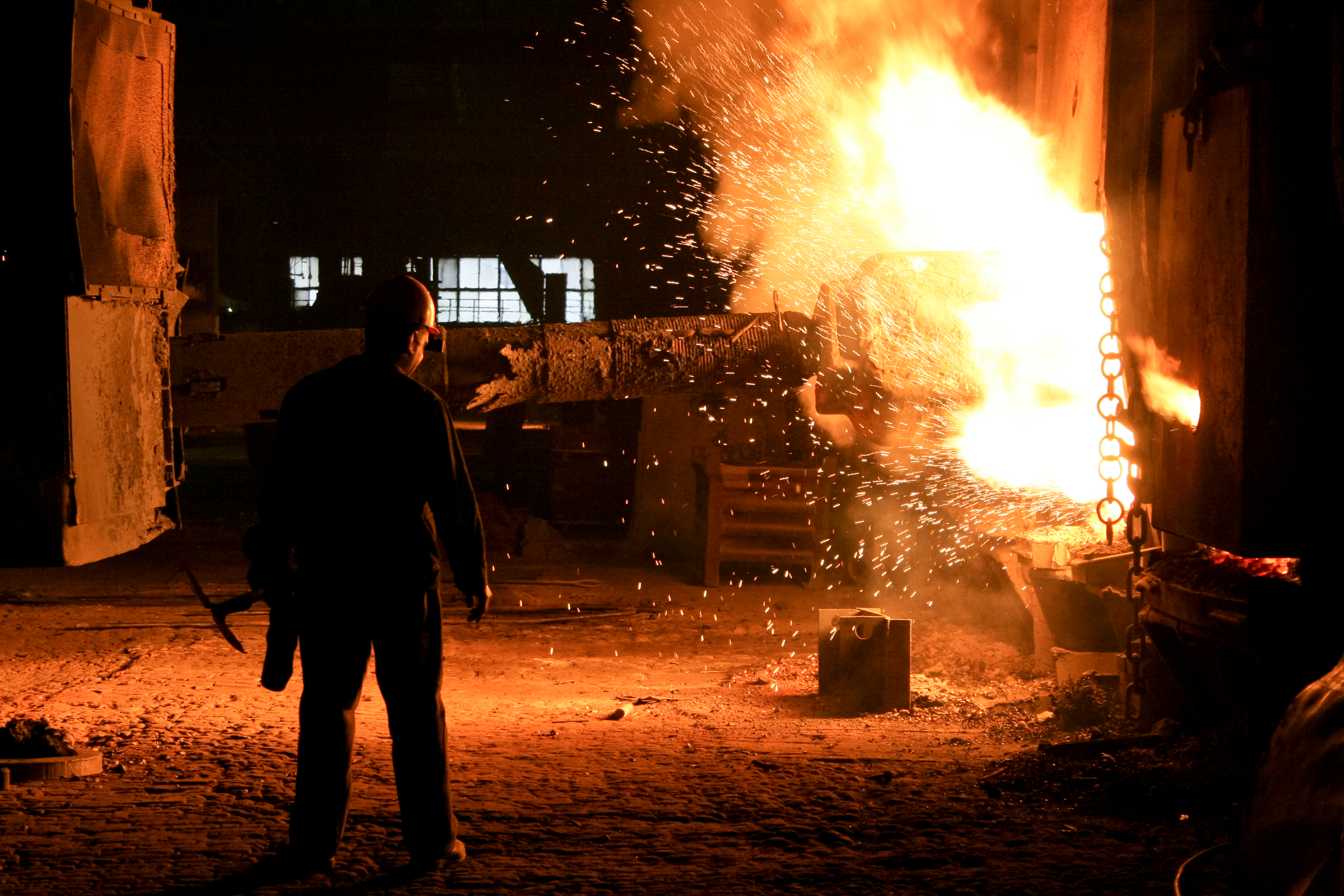
Металлургическое производство — завод Петросталь

Дочернее предприятие энергомашиностроительного профиля — АО «Завод „Киров-Энергомаш“» — выпускает по заказу предприятий, входящих в структуры государственной корпорации «Росатом» и АО «Объединённая судостроительная корпорация», энергетическое оборудование для ВМФ и ледокольного флота России, отечественных и зарубежных атомных электростанций. По договорам, заключённым с ООО «Балтийский завод — Судостроение» в 2013, 2015 и 2016 годах, завод «Киров-Энергомаш» проектирует и изготавливает паротурбинные установки и основные элементы противообледенительных устройств крупнейших в мире универсальных атомных ледоколов «Арктика», «Сибирь» и «Урал» проекта 22220. По договору с АО "ПО «Севмаш» от 2016 года предприятие осуществляет ремонт с доработкой ГТЗА тяжёлого атомного ракетного крейсера "Адмирал «Нахимов».
Дочернее предприятие АО «Металлургический завод „Петросталь“» выпускает широкий сортамент профильного металлопроката из стали различных марок. Среди его клиентов — крупнейшие автомобильные заводы России. Также предприятие поставляет продукцию в страны СНГ, Восточной и Западной Европы.

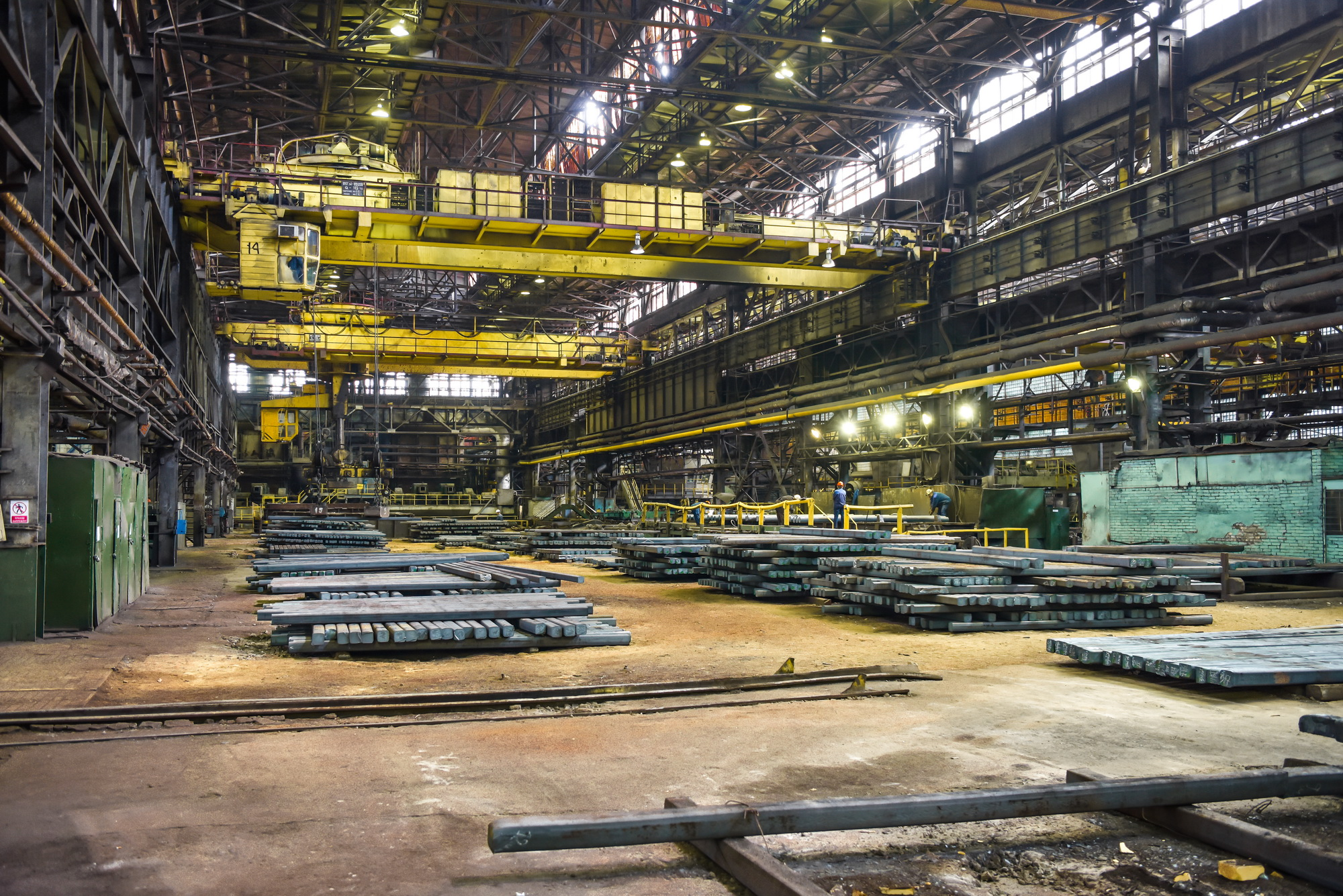
Завод Петросталь

Дочернее общество ООО «Кировский завод Газовые технологии» специализируется на проектировании, производстве, поставке оборудования для автомобильных газонаполнительных компрессорных станций (АГНКС), их строительстве под ключ, проведении шеф-монтажных и пусконаладочных работ, гарантийном и послегарантийном обслуживании, а также обучении персонала и поставке запчастей к оборудованию для АГНКС.
Дочернее предприятие ООО «Объединённые заводы буровой техники им. В. В. Воровского» специализируется на проектировании и производстве буровой техники, а также инструмента для различных видов буровых работ.
В 2017 году запущено производство новой установки разведочного бурения УРБ-14.ZBT «Тарантул» на самоходной гидравлической гусеничной тележке. Установка предназначена для выполнения буровых работ при проведении инженерно-геологических и гидрогеологических изысканий в местах, где затруднено использование крупногабаритной колёсной техники.
В 2019 году выпущена самоходная буровая установка (СБУ) «Стрелка» с регулируемой гидравликой. Наземная СБУ предназначена для инженерных изысканий, геологоразведочных работ, бурения скважин на воду и скважин под тепловые насосы. Главное её преимущество — компактность в сочетании с большой мощностью и функциональностью. Она может бурить до 300 метров в глубину. Российская машина на 80 процентов состоит из отечественных комплектующих, и в три раза дешевле европейского аналога.
Завод занимает 200 га в юго-западной части Санкт-Петербурга (есть разветвлённая сеть подъездных дорог, выход к заливу — береговая линия 2 км), а также территорию в пос. Горелово, Красносельский район Санкт-Петербурга (Гореловская площадка — 300 га).
Группа «Кировский завод» развивает промышленные активы в области военного машиностроения, металлургии, сельскохозяйственного, энергетического машиностроения, владеет предприятиями социальной сферы и управляет недвижимостью. В 2016 году консолидированная выручка группы составила 21,4 млрд рублей, и она вышла в прибыль. Консолидированная выручка группы в 2019 году составила 30 млрд 403,434 млн рублей, чистая прибыль — 708,413 млн рублей.
Продукция предприятий Кировского завода экспортировалась в более чем 30 стран ближнего и дальнего зарубежья. В частности, АО «Петербургский тракторный завод» поставляло тракторы в Казахстан, Чехию, Германию, Францию, Австралию, Канаду, США.

Старый советский логотип

Численность персонала предприятий группы на начало 2017 года составляла 5900 человек. При этом консолидированная выручка ПАО «Кировский завод» и его дочерних обществ с 2013 по 2016 год выросла на 49 %. Опережающий рост этого показателя достигается за счёт увеличения производительности труда, что особенно заметно на примере АО «Петербургский тракторный завод» — ведущего дочернего общества, выпускающего тракторы «Кировец». За три года численность персонала увеличилась вдвое, а выручка в 5,6 раза.

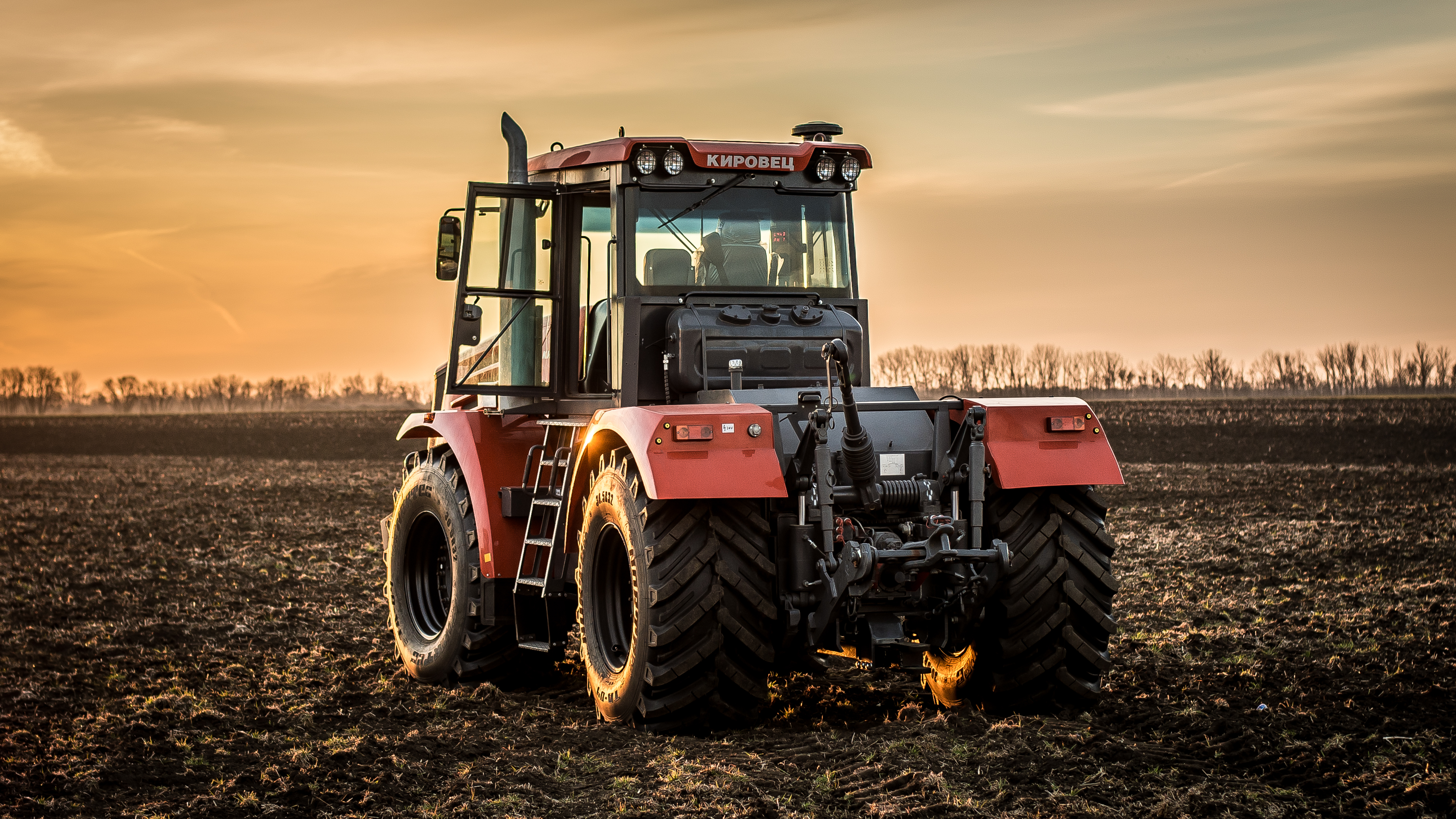
Трактор Кировец

Социально-трудовые отношения в группе компаний регулируются Соглашением между работодателями (ПАО «Кировский завод», его дочерними обществами и учреждениями) и заводским Межрегиональным профсоюзом. Соглашение заключается каждые три года и содержит взаимные обязательства работодателей и работников в сфере кадровой политики, оплаты труда, режима труда и отдыха, условий и охраны труда, социальных гарантий. В документе отражены и преференции для работников: добровольное медицинское страхование, дотации на питание, оплата путёвок в оздоровительные учреждения для сотрудников и их детей, оказание материальной помощи в трудных жизненных ситуациях.
В структуре персонала «Кировского завода» производственные рабочие составляют 61 %, руководители, специалисты и служащие — 39 %.
Средний возраст сотрудников «Кировского завода» составляет 44 года и имеет тенденцию к снижению.

Средняя заработная плата по группе за 2016 год выросла на 11 % и достигла к началу 2017 года 51 тысячи рублей. 

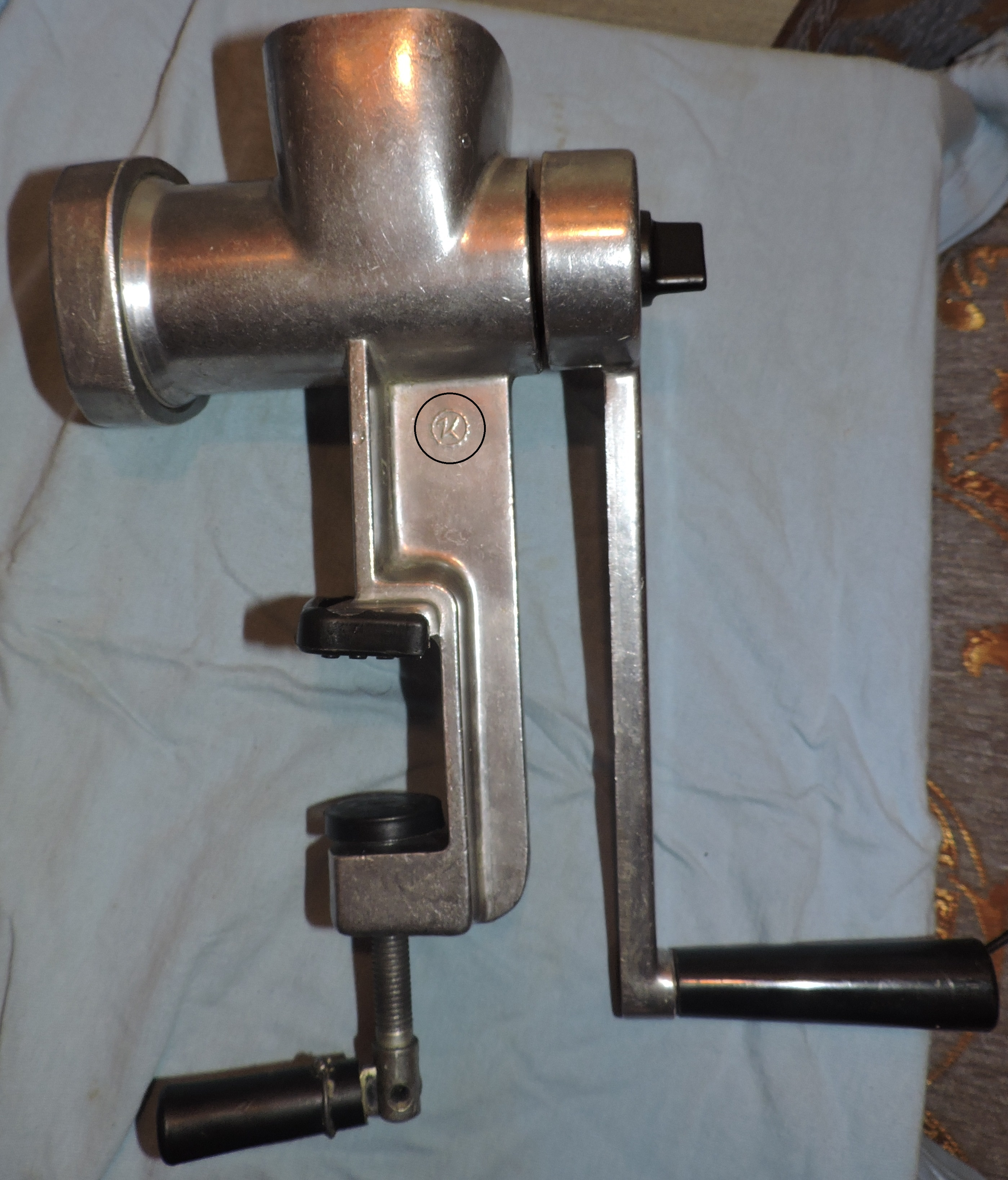
Как и большинство заводов, Кировский завод производил также товары народного потребления. На фото — ручная мясорубка (логотип завода обведён кружком)

### Рейтинговые оценки
Рейтинговое агентство АКРА в 2019 году присвоило ПАО «Кировский завод» рейтинговую оценку BB+(RU) со стабильным прогнозом. В 2020 году рейтинг был повышен до BBB-(RU), в 2024 — до BBB(RU). В 2025 году рейтинг был отозван.

## Факты
- Паровозоиспытательная станция, созданная при заводе, в ту пору, когда он строил паровозы, носила имя Александра Парфеньевича Бородина[82].
- В октябре 2008 года Федеральный арбитражный суд Северо-Западного округа признал, что бренд трактора «Кировец» может принадлежать только «Кировскому заводу»[83].
- Революционер, рабочий Путиловского завода Тимофей Матвеевич Матвеев — дедушка Ю. А. Гагарина, жил на Богомоловской улице в конце XIX века[84].
- Василий Васильев, охранник В. И. Ленина, военачальник советской армии ВС СССР, начинал в 1908 году свою трудовую деятельность на Путиловском заводе.
- У петербургской панк-рок группы «Бригадный подряд» есть песня «Кировский завод», в которой поётся о жизни рабочего с Кировского завода.[источник не указан 1391 день]
- При Кировском заводе существовала футбольная команда, принимавшая участие в первенстве СССР[85]. На стадионе «Кировец», вмещавшем 10 000 зрителей, также в 1980 и 1994 годах ряд домашних матчей провёл «Зенит»[86][87].

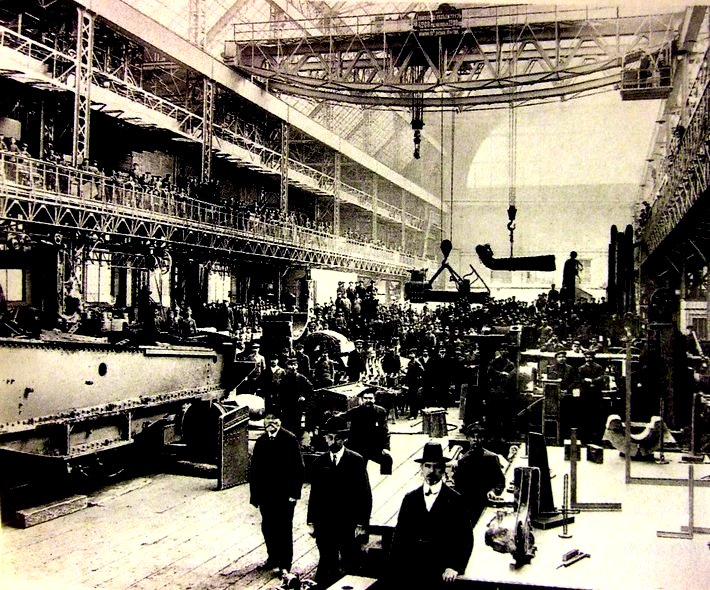
Путиловский завод изнутри, 1900-е годы
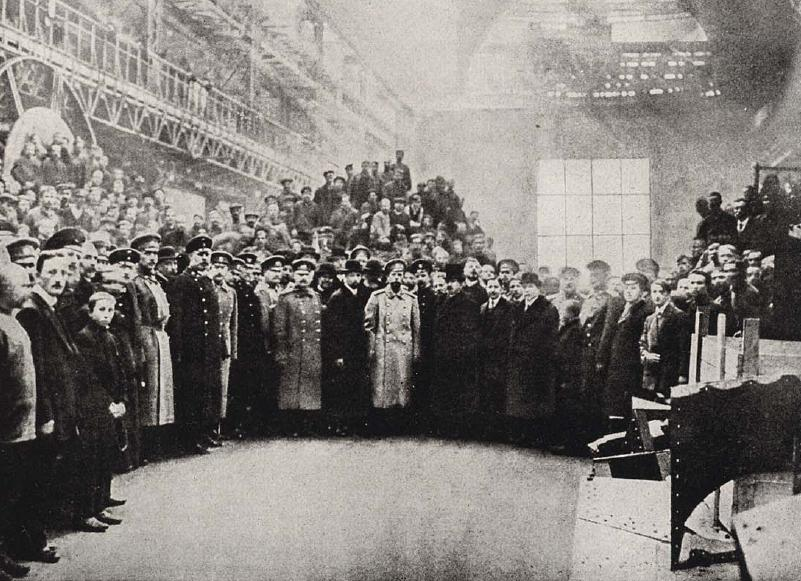
Николай II посещает Путиловский завод
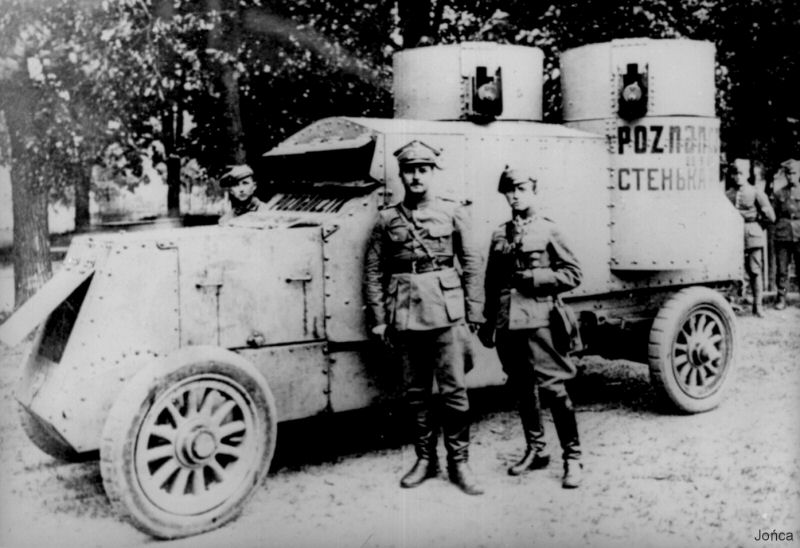
Захваченный поляками красноармейский Остин-Путиловец
Кировский завод, 1941 год.
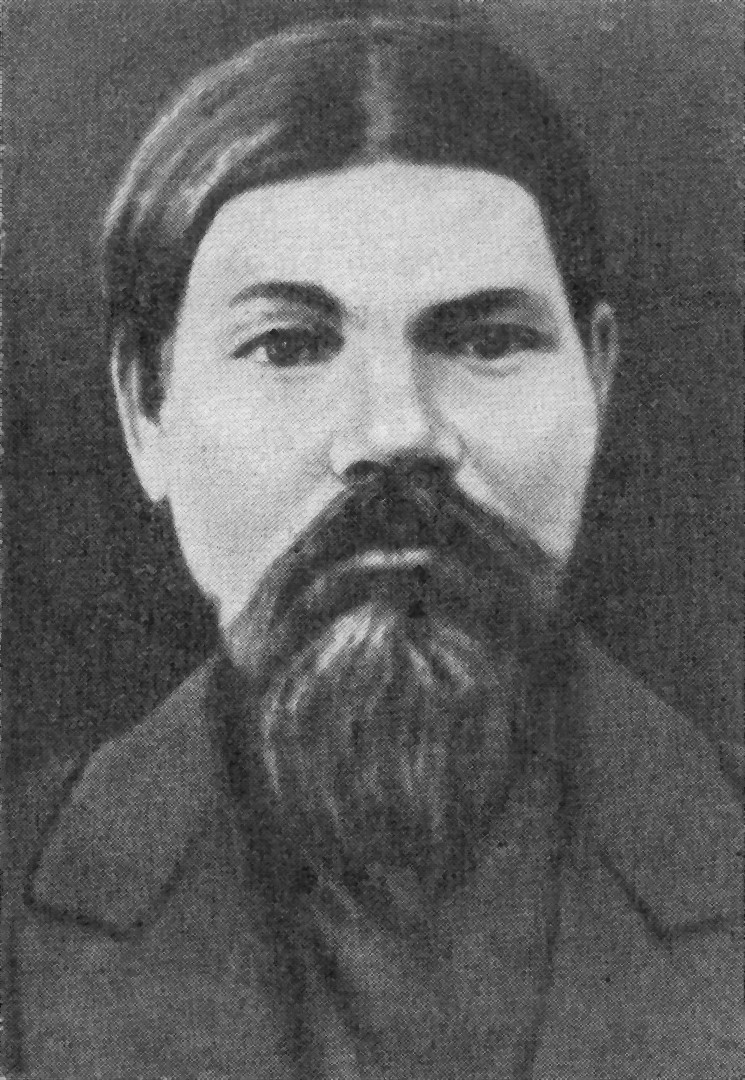
Тимофей Матвеевич Матвеев — Путиловский рабочий (работал сверловщиком), революционер, дедушка Ю. А. Гагарина

## Санкции
14 сентября 2023 года, в ответ на российское вторжение на Украину, завод включён в блокирующий санкционный список США против производственного сектора экономики России.

## Достопримечательности
Памятник В. И. Ленину
Открыт 05.11.1957 г. (арх. А. И. Лапиров; скульпторы А. И. Далиненко, А. Г. Плискин, В. И. Татарович, Г. Д. Ястребенецкий)
Памятник В. И. Ленину (бюст)
Памятник С. М. Кирову
Постаменте из серого гранита; Надпись «С. М. Кирову»

Два барельефа:
1. Киров среди рабочих,
2. Цитата: «Не было в истории революционного движения в России такого момента, когда не было бы слышно могучего имени путиловского рабочего».

Открыт 06.12.1939 года. (арх. О. К. Ашракуни, скульптор В. Б. Пинчук).
Памятник Ж. Я. Котину
Памятник (бюст)
Тексты: «Герою Социалистического труда главному конструктору Жозэфу Яковлевичу Котину в ознаменование трудовых подвигов по созданию бронетанковой техники в годы Великой Отечественной войны» (спереди), «Памятник сооружён в соответствии с Указом Президиума Верховного Совета СССР от 5 сентября 1984 года Ленинградским заводом 'Монументскульптура' с участием сотрудников конструкторского бюро и цеха благоустройства Объединения. 

Открыт 6 мая 1985 года. Скульптор: Плёнкин Б. А., архитектор Степанов Г. П.» (сзади) и изображения (барельефы) двух танков (по бокам).
Памятник В. П. Алексееву пр. Стачек, д 47, лит. БЭ
Памятный знак подвигу кировцев в Великой Отечественной войне.
Текст: «1941-1945. В память о подвиге кировцев в Великой Отечественной войне. Заложен в год 40-летия Победы».
Памятный знак. Стела
Текст: «1941-1945.
Слава защитникам Ленинграда!
На этом месте
рабочими Кировского завода
было построено оборонительное сооружение
2-го эшелона передней линии
обороны Ленинграда». Рядом установлен противотанковый ёж.
Танк ИС-2 на постаменте
На фронтальной стороне постамента находится бронзовая доска с текстом: «1941—1945. Этот тяжёлый танк установлен здесь в память о славных делах танкостроителей Кировского завода» (арх. Н. Г. Эйсмонт, скульптор Ю. Г. Клюге).
Конструктор Н. Ф. Шашмурин и его танк
Танк был установлен на гранитный пьедестал в 1952 году. (арх. С. Р. Гутан).
Мемориальная доска памяти погибших бойцов и командиров МПВО
- Лебедев В. К. н-к к-ды
- Горбунов Н. Д. н-к шт. цеха
- Берёзкин Г. И. политрук
- Овчарук Н. Н. парторг
- Степанова Т. М. к-р отд
- Кузовкова В. Ф. боец
- Шульга Х. Д. — " -
- Ламехов К. П. — " -
- Жуков П. А. — " -
- Красин М. Ф. — " -
- Ильющенко В. Ф. — " -
- Фролов А. И. — " -
- Барагова Е. И. — " -
- Барышева А. И. — " -
- Ваймугин Н. Д. — " -

Установлена в 1949 г., материал: мрамор.
Мемориальная доска М. И. Калинину
Текст: «На этом заводе в 1896—1899 и 1905—1906 годах работал Михаил Иванович Калинин.
Здесь он определился как революционер-профессионал.
С рабочими путиловцами Михаил Иванович не прерывал связи до конца своей жизни.
В мае 1940 года Михаил Иванович посетил Кировский завод и вручил ему орден Красного знамени».

1948 г. (арх. Д. С. Гольдгор, скульптор Н. В. Дыдыкин; гальванопластика)
Мемориальная доска В. И. Ленину
Текст: «В ночь с 28 на 29 октября (с 10 на 11 ноября по новому стилю)
1917 года
Владимир Ильич Ленин
приехал на завод, чтобы лично
проверить выполнение задания
путиловскими рабочими, данного
им утром 28 октября (10 ноября
по новому стилю) о срочном
изготовлении боевого оружия
для фронта».

1957 г. (арх. М. Ф. Егоров; мрамор)
Мемориальная доска В. И. Ленину
Текст: «В декабре 1894 года на Кировский завод (бывш. Путиловский) приезжал Владимир Ильич Ленин с целью ознакомления с жизнью и работой трудящихся крупнейшего предприятия страны. 12 (25 по новому стилю) мая 1917 года Владимир Ильич Ленин выступал на 20-тысячном митинге рабочих Путиловского завода и Путиловской судоверфи с докладом по текущему моменту».

1957 г. (арх. М. Ф. Егоров; мрамор)
Мемориальная доска В. И. Ленину
Текст: «Здесь 25 (12) мая 1917 г. на многотысячном митинге рабочих и рабочих бывшего Путиловского (ныне Кировского) завода выступил с речью в задачах пролетариата в революции величайший гений человечества вождь мирового пролетариата Владимир Ильич Ленин В дни обороны Петрограда от белогвардейских банд Краснова, Керенского в ночь на 11 ноября 29 октября 1917 г. Владимир Ильич Ленин посетил Путиловский завод».

1957 г. (арх. Н. Г. Эйсмонт; бронза).
Мемориальная доска. 1-я (Кировская) дивизия ЛАНО
Текст: «В этом здании в первые дни Великой Отечественной войны 1941—1945 гг. формировалась Кировская дивизия, принявшая участие в отражении фашистских войск на дальних подступах к Ленинграду».

1957 г. (арх. Н. Г. Эйсмонт; чугун).
Мемориальная доска мужеству и героизму кировцев
Текст: «Светлой памяти, мужеству и героизму кировцев — тружеников и воинов, отстоявших родной город и завод в Великой Отечественной войне посвящается. Эта памятная доска установлена 27.01.94 г. в честь 50-летия полного снятия блокады Ленинграда».
Мемориальная доска памяти погибших пожарных 90-й ПЧ
В честь памяти пожарных, погибших при защите Кировского завода в период Великой Отечественной войны.
Пожарные
- Гордиев Григорий Яковлевич
- Воеводская Мария Ивановна
- Николаев Иван Николаевич
- Яковлев Никанор Захарович

Шофёр
- Тюлин Алексей Матвеевич

пом. нач. караула
- Яковлев Григорий Яковлевич

погибли от артиллерийского обстрела в годы Великой Отечественной войны 1941—1945 гг. защищая от пожаров Кировский завод»
В здании 11 ОФПС 90 ПЧ, 1975 г.; мрамор.
Мемориальная доска памяти погибщих героев-инструментальщиков
На здании инструментального цеха № 710

- Алексеев П. А.
- Балабенков М. В.
- Белов Е. А.
- Брунов А. И.
- Вашкинель Э. А.
- Вейц Л. Б.
- Грицкевич Н. В.
- Гейман Я. Л.
- Загребин А. А.
- Загребина А.
- Доминяк Н. Г.
- Зацкий П. В.
- Зимин Н. Е.
- Косарев Н. И.
- Лузиков Д. В.
- Морозов Г. А.
- Маторин И. Н.
- Пайкин Б. Г.
- Петухов В. А.
- Потахов В. А.
- Потёмкин В. М.
- Ревков И. А.
- Салов А. М.
- Сергеенко В. М.
- Сизов В. А.
- Тимофеев Г. В.
- Хазов В. П.
- Белов В. Г.
- Кербунов И. Е.»

1975 г. (арх. М. С. Кешуков, мрамор).
Мемориальная доска В. П. Алексееву
Текст: «В этом цехе с 1911 по 1917 гг. работал токарем Вася Алексеев — организатор комсомола в Петрограде»

1967 г.; мрамор.
Мемориальная доска С. М. Кирову
Текст: "ЦИК СССР постановляет удовлетворить ходатайство ленинградских организаций и просьбу местных организаций и населения об увековечении памяти товарища Кирова С. М. и утвердить следующее переименование: «… 3. Завода „Красный путиловец“ в Кировский завод… Москва, Кремль, 17 дек. 1934 г.»" 

1935 г. (арх. М. Ф. Егоров, скульптор Н. А. Соколов; мрамор)
Мемориальная доска
Текст: «Уровень воды при наводнении 23 сентября 1924 года»
Материал: чугун.
Мемориальная доска. Лаборатория
Текст: «Уровень воды при наводнении 23 сентября 1924 года».
Материал: чугун.
Мемориальная доска Фордзон-Путиловец
Текст: «В 1924 году коллектив Кировского завода выпустил первый трактор „Фордзон Путиловец“».
1967 г., (арх. Е. П. Линцбах; бронза)
Цитата из речи Кирова на брандмауэре Производственного корпуса Санкт-Петербург, пр. Стачек, д. 47, литера Е.
«Не было в истории революционного движения в России такого момента, когда не было бы слышно могучего имени путиловского рабочего.» С. М. Киров

Мемориальная доска Н. М. Рубцову

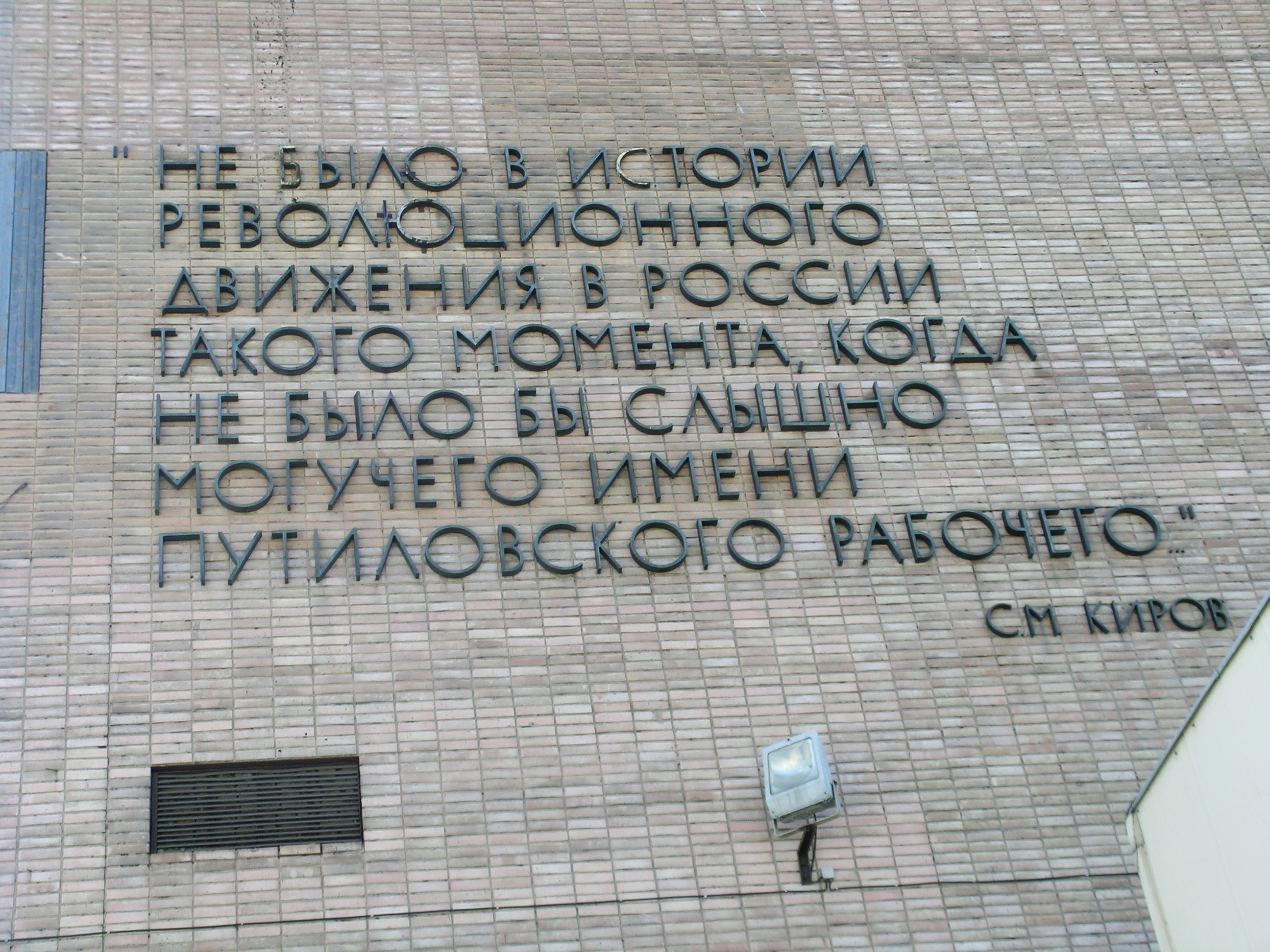
Цитата из речи С. М. Кирова

«На Кировском заводе с 1959 по 1962 годы работал Николай Рубцов известный русский поэт»
В 2001 году в Петербурге на здании административно-бытового корпуса Кировского завода установлена мраморная мемориальная доска, со знаменитым кличем поэта: «Россия! Русь! Храни себя, храни!».
Здание башенной мастерской Путиловского завода.
Комплекс построек Путиловского завода, 1913 г.

Выявленный объект культурного наследия.

Приказ председателя КГИОП от 20.02.2001 № 15.

Вид объекта: Памятник.
Лаборатория
Комплекс построек Путиловского завода, 1911 г.

Выявленный объект культурного наследия.

Приказ председателя КГИОП от 20.02.2001 № 15
Вид объекта: Памятник.
Заводоуправление
Комплекс построек Путиловского завода, 1913 г.

Выявленный объект культурного наследия.

Приказ председателя КГИОП от 20.02.2001 № 15.

Вид объекта: Памятник.
Комплекс построек Путиловского завода
Комплекс построек Путиловского завода, 1911—1913 гг.

Выявленный объект культурного наследия.

Приказ председателя КГИОП от 20.02.2001 № 15.

Вид объекта: Ансамбль.

## В памятниках
- В 2023 году в сквере Петра Семененко были установлены 18 бронзовых барельефов, рассказывающих об истории завода[127].